# Міклош Вамош
Мі́клош Ва́мош (угор. Vámos Miklós); при народженні Ті́бор Ва́мош; (*29 січня 1950, Будапешт) — угорський письменник, сценарист, драматург, директор видавництва, ведучий телепрограм.

## Сім'я
Його батько, Тібор Вамош (1911-1969) був юристом, поліцейським, а після війни він був секретарем Ласло Райка. Пізніше працював фрезерувальником, потім юристом на Уйпешсьткому шкіряному заводі. Його мати, Ержебет Рібарскі (1917-1986) все життя працювала референтом. Міклош Вамош використовував ім'я Тібор до віку 19 років, коли за порадою Міклоша Йовановича, головного редактора Уй іраш (Új Írás), поміняв його на Міклош. Вамош має сестру Єву. Також має дочку Анну, яка народилася в 1977 в його першому шлюбі з Юдіт Патакі. Під час його другого шлюбу з Дорою Есе (2000-2009) у 2003 народилися близнюки Петер і Хенрік.

## Кар'єра
Вамош закінчив гімназію ім. Ференца Кельчеї в 1968. У 1966-1971 був членом ансамблю Герілла, з яким він виступав навіть за кордоном. На юридичний факультет університету ELTE з політичних причин прийняли його тільки в 1970 р.. З 1972 р. він працював редактором студентського літературного журналу Еленлет (Jelenlét). Закінчив навчання в 1975 р. і влаштувався на роботу драматургом в кіностудію Об'єктив, де працював до 1992 р. У 1988-1990 рр. проживав у США за стипендією Фулбрайта, він також викладав на факультетах кіно- і театрального мистецтва різних університетів (Yale School of Drama, City University of New York). З 1990 року він є східноєвропейським кореспондентом журналу Нейш (The Nation). Потім він був директором видавництва Аб Ово (Ab Ovo) три роки.
У 1995-2003 роках він працював також ведучим телепрограм. Його успішними передачами були Зараз прийду! (Rögtön jövök!), Неможливо (Lehetetlen) та 2 особи (2 ember). У 1997-2003 Вамош був художнім керівником театру International Buda Stage.

## Твори
Тридцять п'ять книг Вамоша — романи, театральні п'єси, повісті, кіносценарії — було видано. Серед них найвідомішими є романи Zenga zének (Звучить музика), A New York-Budapest metró (Метро Нью-Йорк-Будапешт), Anya csak egy van (Мати тільки одна), Apák könyve (Книга батьків). В угорських театрах показали чотири його п'єси, серед них Asztalosinduló (Марш столярів) і Világszezon (Світовий сезон). У своїх творах він перш за все займається стосунками між сім'єю і історією. Його книги видані англійською, данською, іспанською, італійською, французькою, голландською, німецькою, польською, сербською, словацькою, чеською та шведською мовами.

## Романи
- Borgisz, издательство Kozmosz, Будапешт, 1976
- Én és én, издательство Magvető, Будапешт, 1979
- Háromszoros vivát, издательство Szépirodalmi, Будапешт, 1981
- Hanyatt-homlok és Emily néni szakálla, издательство Magvető, Будапешт, 1983
- Zenga zének, издательство Szépirodalmi, Будапешт, 1983
- Félnóta, издательство Magvető, Будапешт, 1986
- Jaj, издательство Szépirodalmi, Будапешт, 1988
- A New York-Budapest metró, издательство Ab Ovo, Будапешт, 1993
- Anya csak egy van, издательство Ab Ovo, Будапешт, 1995
- 135 lehetetlen történet, издательство Ab Ovo, Будапешт, 1997
- Apák könyve, издательство Ab Ovo, Будапешт, 2000
- Öt Kis Regény, издательство Ab Ovo, Будапешт, 2002
- Sánta kutya, издательство Ab Ovo, Будапешт, 2003
- Márkez meg én, издательство Ab Ovo, Будапешт, 2004
- Utazások Erotikába (Ki a franc az a Goethe?), издательство Ab Ovo, Будапешт, 2007
- Tiszta tűz, издательство Európa, Будапешт, 2009
- Kedves kollégák, 1-2. издательство Európa, Будапешт, 2010
- A csillagok világa, издательство Európa, Будапешт, 2010

## Книги, видані за кордоном
Apák könyve
- Buch der Väter, издательство Random House btb Verlag, Германия, Берлин, 2004, переводчик: Ernő Zeltner
- Il Libro dei Padri, издательство Einaudi, Италия, 2006, переводчик: Bruno Ventavoli
- The Book of Fathers, издательство Little Brown, Великобритания, 2006, переводчик: Peter Sherwood
- Knjiga očeva, издательство Laguna, Сербия, 2006, переводчик: Mária Tóth Ignjatović
- Le Livre Des Peres, издательство Denoël, Франция, 2007, переводчик: Joëlle Dufeuilly.
- Księga ojców, издательство Albatros, Польша, Варшава, 2008, переводчик: Elżbieta Sobolewska
- Het Boek der vaders, издательство Contact, Голландия, 2008, переводчик: Frans van Nes
- Book of Father, издательство Other Press, США, 2009, переводчик: Peter Sherwood
- El libro de los padres, издательство Lumen, Иснания, 2010

Anya csak egy van
- Vom Lieben und Hassen, Random House, 2006, Ernő Zeltner.
- Majka je samo jedna, Laguna, Сербія, (2008), Mária Tóth Ignjatović.

Bár
- La Neige Chinoise, Kínai hó L'Harmattan, Франція, Париж, 2003, Clara Tessier.

Borgisz
Jaj
- Ak og ve, Gyldendal.

Utazások Erotikában (Ki a franc az a Goethe?)
- Meine zehn Frauen, btb, 2010, Andrea Ikker.

Zenga zének
- Kamrat Stalins glorie Terézia Schandl.
- Sangen har vinger Péter Eszterhás.
- Kamrat Stalins gloria, Robert Mashult.

## Театральні п'єси
- Égszakadás-földindulás 1975
- Asztalosinduló˙, 1976
- Háromszoros vivát, 1979
- Világszezon, 1981
- Valaki más — Vegyes páros 1982

## Кіносценарії та ролі
- Boldog születésnapot, Marylin!, 1980, автор
- Hanyatt-homlok, 1983, автор
- Бал казок, 1983, драматург
- Villanyvonat, 1984, автор
- Vigyázat mélyföld!, 1986, співавтор
- Csók, Anyu, 1987, автор
- Szamba, 1995, автор, співавтор Роберт Кольтаї.
- Ámbár tanár úr, 1998, автор
- A döntés, Кіностудія DEGA, 1998, актор
- Aqua, Bárkapcsolat, 2006
- Vallomás, 2008, драматург
- SZÓSZ?!:) M2, 2009.03.15., учасник.

## Телевізійні передачі
- Lehetetlen, (1995—1998)
- Rögtön, (1999—2000)
- Rögtön jövök, (2001)
- Kész regény, (2001—2002)
- 2 ember, (2002—2003)
- Vámos Klub
- SZÓSZ?!:, 2009